# 奥州市立江刺南中学校
奥州市立江刺南中学校（おうしゅうしりつ えさしみなみちゅうがっこう）は、岩手県奥州市江刺藤里にあった公立中学校。略称は南中（みなみちゅう）。

## 概要
中学校統合計画により1978年に開校し、奥州市学校再編計画により2022年をもって閉校した中学校である。江刺地域のうち当校が位置する藤里地区と伊手地区の全域に加え、玉里地区の一部を学区としていた。
校歌は菊池敬一が作詞し、鷹嘴洋一が作曲した。2部構成の歌には付近を流れる伊手川が登場するほか、各部の最後には校名「江刺南中学校」が盛り込まれている。
生徒数は、記録が残る中では開校初年度（1978年度）の237人が最多である。2000年度以降に関しては2001年度の146人を境に減少に転じ、2007年度には100人を、閉校年の2021年度には50人を割った。市内の中学校では、田原中学校が閉校した2019年度以降は最小の生徒数だった。
藤里地区で長らく継承されている郷土芸能「浅井神楽」の伝承活動に取り組んでいた。毎年3年生は浅井神楽保存会からの指導を受け、習得したものを1・2年生へ教えていた。開校直後から活動をはじめ、以降は体育祭で披露するのが恒例となっていたが、閉校により2021年10月に行った文化祭で舞い納めした。

## 沿革
- 1977年（昭和52年）3月 - 定例議会にて当校の設置条例が可決[3]。
- 1978年（昭和53年）4月1日 - 江刺市立江刺南中学校として、市立伊手中学校と市立藤里中学校を名目統合して開校[4]。両校はそれぞれ藤里校舎・伊手校舎に移行[13]。
- 1979年（昭和54年）
  - 2月1日 - 江刺藤里字外ノ沢に校舎を落成[6]。
  - 4月1日 - 落成した校舎へ移転。実質統合[14]。
  - 11月21日 - 校舎落成式・校歌発表式・校旗樹立式を挙行[14]。
- 1979年度（昭和54年度） - 体育館を落成[1]。
- 1982年（昭和57年）7月30日 - プールを落成し、落成式を挙行[6]。
- 1983年（昭和58年）2月13日 - 学区民とPTAの協力により神楽の衣装200着を寄贈[6]。
- 1985年（昭和60年）1月10日 - 岩手県学校環境衛生最優秀賞を受賞[14][6]。
- 1988年（昭和63年）11月15日 - 創立10周年記念として、記念碑を設置[14]。
- 1992年（平成4年）3月4日 - パソコン教室を設置[14]。
- 1993年（平成5年）3月29日 - 県教育委員会より平成5年度環境教育調査研究協力校に指定[14]。
- 1995年（平成7年）10月14日 - 県緑化コンクールにて特選を受賞[14]。
- 1996年（平成8年）5月 - 全日本学校関係緑化コンクールにて国土緑化推進機構理事長賞を受賞[14]。
- 1997年（平成9年）
  - 1月13日 - 県環境衛生優良校を受賞[14]。
  - 7月 - オーストリアへ交換留学生を派遣[14]。
  - 9月29日 - 学校の森に200本の樹木を植樹[6]。
- 1998年（平成10年）12月 - 頭髪制限を改定[14]。
- 1999年（平成11年）9月 - IBCこども音楽コンクールにて優良賞を受賞[14]。
- 2002年（平成14年）
  - 8月8日 - 江刺市姉妹都市派遣事業として、交換留学生へオーストリアを派遣[14]。
  - 11月11日 - 県下児童生徒独唱大会にて優良賞を受賞[14]。
- 2004年（平成16年）9月23日 - 全国こども音楽コンクール岩手県大会の合唱の部にて優良賞と奨励賞を受賞[6]。
- 2006年（平成18年）2月20日 - 市町村合併に伴い、「奥州市立江刺南中学校」に改称[13]。
- 2011年（平成23年）3月11日 - 東北地方太平洋沖地震により各所が被災[15]。
- 2012年（平成24年）1月26日 - 文部科学省よりキャリア教育優良校として受賞[6][13]。
- 2017年（平成29年）6月 - 小さな親切実行賞を受賞[6]。
- 2019年（平成31年）2月28日 - 体育館耐震工事を実施[6]。
- 2022年（令和4年）
  - 3月19日 - 閉校式・思い出を語る会を挙行[4]。
  - 3月31日 - 奥州市立江刺第一中学校への統合に伴い、閉校[16]。

## 教育目標

### 学校像
- 活力ある、明るい学校（明るく）
- 潤いがあり、美しい学校（楽しく）
- 礼儀正しく、規律ある学校（たくましく）

### 生徒像
- 進んで学び、鍛える生徒（自主）
- 責任をもち、やり抜く生徒（貫徹）
- 感謝と奉仕で協力する生徒（信頼）

出典：

## 学校活動
主な学校活動（行事）を掲載。
1学期
- 4月 - 始業式、入学式、家庭訪問
- 5月 - 体育祭、1学期中間テスト
- 6月 - 胆江地区中学校総合体育大会、1学期期末テスト
- 7月 - 期末面談、終業式
- 夏季休業

2学期
- 8月 - 始業式、芸術鑑賞教室、胆江地区中学校陸上競技大会、職場訪問（1年生）、職場体験学習（2年生）
- 9月 - 江刺地区内駅伝競走大会、胆江地区中学校新人大会、2学期中間テスト、修学旅行（3年生）、校外学習（1・2年生）
- 10月 - 文化祭
- 11月 - 2学期期末テスト
- 12月 - 期末面談、終業式
- 冬季休業

3学期
- 1月 - 始業式
- 2月 - 3学期期末テスト
- 3月 - 県立高等学校一般入試、修了式、卒業式
- 学年末休業

## 部活動
閉校時点で活動していた部活動。
- 野球部
- バスケットボール部
- 卓球部（男女別）

### 廃止した部活動
- ソフトボール部
- バレーボール部
- 美術部

出典：

## 施設概要
主な施設を掲載。
- 校舎（2,485 m2）
- 体育館（849 m2）
- プール（400 m2） - プレキャストコンクリート造
- 校庭（12,152 m2）

## 生徒・学級数
開校以降の生徒数と学級数の推移。1986年度から1999年度を除いて毎年度掲載。
| 年度                                                  | 生徒数   | 増減 | 学級数 | 増減 | 出典   | 備考               |
| ----------------------------------------------------- | -------- | ---- | ------ | ---- | ------ | ------------------ |
| 1978（昭和53）年度                                    | 237（4） |      | 9（1） |      | [ 7 ]  | 開校、特殊学級開設 |
| 1979（昭和54）年度                                    | 222（4） | －15 | 7（1） | －2  | [ 19 ] |                    |
| 1980（昭和55）年度                                    | 213（1） | －9  | 7（1） | 0    | [ 20 ] |                    |
| 1981（昭和56）年度                                    | 219（3） | 6    | 7（1） | 0    | [ 21 ] |                    |
| 1982（昭和57）年度                                    | 196（2） | －23 | 7（1） | 0    | [ 22 ] |                    |
| 1983（昭和58）年度                                    | 181（3） | －15 | 7（1） | 0    | [ 23 ] |                    |
| 1984（昭和59）年度                                    | 165（5） | －16 | 7（1） | 0    | [ 24 ] |                    |
| 1985（昭和60）年度                                    | 189（7） | 24   | 7（1） | 0    | [ 25 ] |                    |
| 2000（平成12）年度                                    | 139      | －50 | 5      | －2  | [ 26 ] |                    |
| 2001（平成13）年度                                    | 146      | 7    | 5      | 0    | [ 27 ] |                    |
| 2002（平成14）年度                                    | 137      | －9  | 5      | 0    | [ 28 ] |                    |
| 2003（平成15）年度                                    | 124      | －13 | 4      | －1  | [ 29 ] |                    |
| 2004（平成16）年度                                    | 106      | －18 | 3      | －1  | [ 30 ] |                    |
| 2005（平成17）年度                                    | 114      | 8    | 3      | 0    | [ 31 ] |                    |
| 2006（平成18）年度                                    | 100      | －14 | 3      | 0    | [ 32 ] |                    |
| 2007（平成19）年度                                    | 98       | －2  | 3      | 0    | [ 33 ] |                    |
| 2008（平成20）年度                                    | 97       | －1  | 3      | 0    | [ 34 ] |                    |
| 2009（平成21）年度                                    | 93       | －4  | 3      | 0    | [ 35 ] |                    |
| 2010（平成22）年度                                    | 78       | －15 | 3      | 0    | [ 36 ] |                    |
| 2011（平成23）年度                                    | 64       | －14 | 3      | 0    | [ 37 ] |                    |
| 2012（平成24）年度                                    | 67（1）  | 3    | 4（1） | 1    | [ 38 ] | 特別支援学級再開設 |
| 2013（平成25）年度                                    | 64（2）  | －3  | 4（1） | 0    | [ 38 ] |                    |
| 2014（平成26）年度                                    | 72（2）  | 8    | 4（1） | 0    | [ 38 ] |                    |
| 2015（平成27）年度                                    | 81（1）  | 9    | 4（1） | 0    | [ 38 ] |                    |
| 2016（平成28）年度                                    | 80       | －1  | 3      | －1  | [ 38 ] |                    |
| 2017（平成29）年度                                    | 72       | －8  | 3      | 0    | [ 38 ] |                    |
| 2018（平成30）年度                                    | 63       | －9  | 3      | 0    | [ 38 ] |                    |
| 2019（令和元）年度                                    | 58（2）  | －5  | 5（2） | 2    | [ 38 ] | 特別支援学級再開設 |
| 2020（令和2）年度                                     | 57（3）  | －1  | 5（2） | 0    | [ 38 ] |                    |
| 2021（令和3）年度                                     | 46（4）  | －11 | 5（2） | 0    | [ 38 ] | 閉校               |
| ※生徒数・学級数内の括弧は特別支援生徒・学級数（内数） |          |      |        |      |        |                    |

## 学区
- 奥州市江刺
  - 藤里
  - 伊手
  - 玉里字老耳、玉里字巽沢

出典：

## 進学前小学校
- 奥州市立藤里小学校（奥州市江刺藤里）
- 奥州市立伊手小学校（奥州市江刺伊手）

出典：

## アクセス
国道397号沿いの高台に位置していた。

### バス
- 「岩明」バス停（奥州市営バス）から徒歩で約7分

### 自動車
- 奥州市藤里地区センターから市道経由で約4分
- 国道397号と国道456号のT字路交差点（江刺田原字分限城）から国道397号経由で約6分
- 国道397号と県道287号の交差点（江刺伊手字西風）から国道397号経由で約5分

## 周辺
- 奥州市立江刺南保育所
- 国道397号